# David Friedman
David Friedman (1945), és un economista i un dels principals teòrics de l'anarcocapitalisme, encara que es distingeix per la seva actitud crítica en relació als postulats liberals tradicionals.
A "The Machinery of Freedom" (La maquinària de la llibertat), la seva obra més famosa, David Friedman defensa una societat lliure sense Estat públic des d'un punt de vista fonamentalment utilitarista.
També és autor, entre d'altres, d'un aclamat manual d'economia: La teoria dels preus.
És el fill del conegut economista Milton Friedman.

## Obres
- The Machinery of Freedom, 1973
- Price Theory: An Intermediate Text, 1986
- Hidden Order: The Economics of Everyday Life, 1996
- Law's Order: What Economics Has to Do with Law and Why It Matters, 2000
- Harald, 2006
- Future Imperfect: Technology and Freedom in an Uncertain World, 2008